# Calanthe velutina
Calanthe velutina är en orkidéart som beskrevs av Henry Nicholas Ridley. Calanthe velutina ingår i släktet Calanthe och familjen orkidéer.
Artens utbredningsområde är Vietnam. Inga underarter finns listade i Catalogue of Life.